# Islington
Islington (/[invalid input: 'icon']ˈɪzlɪŋtən/) là khu lận cận của Đại Luân Đôn, Anh và tạo thành quận trung tâm của Khu Islington của Luân Đôn. Đây là một quận thuộc Nội Luân Đôn.

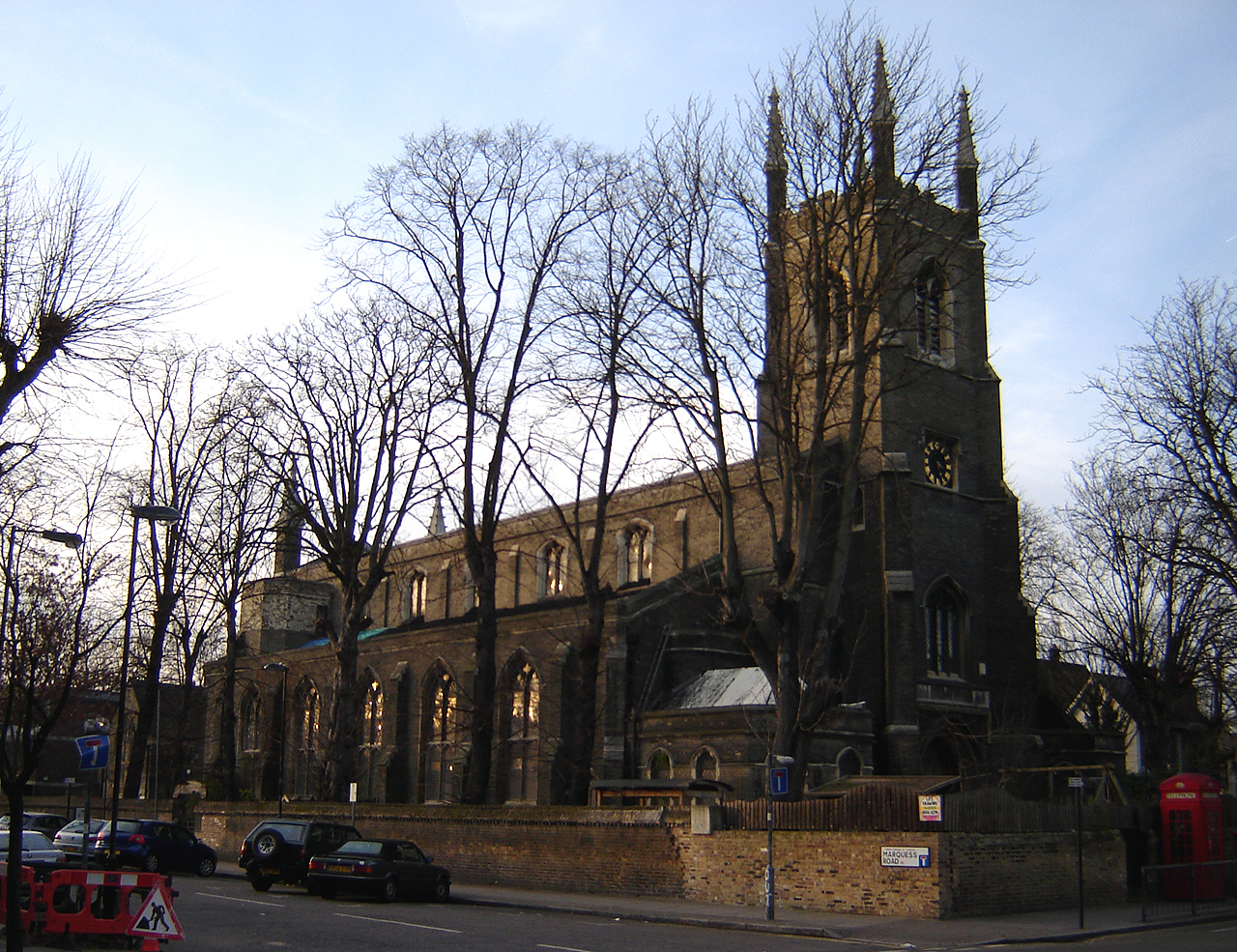
Nhà thờ St Paul nhìn từ đường Essex (tháng 3 năm 2007)